# Auguste-Donat De Hemptinne
Pour les autres membres de la famille, voir Famille de Hemptinne.
Auguste-Donat De Hemptinne ou Dehemptinne, né le 15 août 1781 à Jauche et mort en 1854 à Bruxelles, est un pharmacien, professeur à l'Université libre de Bruxelles et industriel belge.

## Biographie
Auguste-Donat commence ses études secondaires au collège de Tirlemont puis à celui de la Sainte-Trinité à Louvain qui dut fermer ses portes en 1797 à la suite de la réforme de l'enseignement dans la République française où désormais l'État prenait en charge l'enseignement.
Dehemptinne entra alors comme apprenti chez un apothicaire liégeois puis repris des études à Bruxelles à l'École centrale du département de la Dyle, héritière officielle et continuatrice de l'ancienne université de Louvain, tout en étant apprenti chez l'apothicaire Jambers lui permettant de payer ses études. À l'École Centrale, il fut remarqué par le savant Jean-Baptiste Van Mons, qui le recommanda auprès de maîtres éminents Fourcroy, Vauquelin, Bouillon-Lagrange et Bory de Saint-Vincent dont il suivit les cours à Paris.
Rentré à Bruxelles, il y obtint le 23 juillet 1806 son diplôme public de pharmacien et créa alors sa propre officine.
Ami du peintre François-Joseph Navez dès l'époque de ses études, il est peint par celui-ci dans un portrait de groupe avec épouse et enfant conservé aux Musées royaux des beaux-arts de Belgique.
Il est directeur de l'école de pharmacie de l'Université libre de Bruxelles de 1842 à 1854. Il est nommé professeur honoraire à l'Université libre de Bruxelles le 22 février 1842.
Outre son officine de pharmacie, il se livre à des recherches concernant la chimie et l'hygiène publique et consacre beaucoup de publications à ces domaines.
Il est un pionnier de l'application de la vapeur d'eau pour réchauffer les habitations.
Intéressé par l'industrie, il fonde en 1822 à Molenbeek-Saint-Jean une fabrique de produits chimiques.

## Famille
Il est le fils de Jeanne-Françoise Drouin et de Jean-Lambert De Hemptinne, chef mayeur de la baronnie de Jauche et mayeur de sept autres seigneuries sous l'Ancien Régime puis notaire le 30 mai 1765. Ses frères sont tous diplômés en droit ou en médecine et le cadet de la famille Félix-Joseph à la suite de son mariage avec Henriette Lousbergs, fille d'Hubert Lousbergs un important industriel du textile, s'installe à Gand et reprend, après la mort de son beau-père et de son beau-frère Henri Lousbergs en 1827, leur société cotonière, et établira ensuite la « S. A. de la Lys » après avoir hérité, après la mort de son autre beau-frère Ferdinand Lousbergs en 1859, de l'ensemble de leur patrimoine industriel.

## Ses publications
- 1818 : Mémoire sur la question de savoir quelles sont les applications que l'on peut faire dans nos fabriques et dans l'économie domestique de la vapeur d'eau employée comme moyen d'échauffement.
- Description d'un appareil propre à enlever à l'air atmosphérique les substances qui le rendent nuisibles à la respiration.
- 1850 : Des infiniments petits homoeopathiques